# Netěchovice
Netěchovice je vesnice, část města Týn nad Vltavou v okrese České Budějovice. Nachází se asi 3,5 km na severovýchod od Týna nad Vltavou. Prochází zde silnice II/122. Je zde evidováno 54 adres. Trvale zde žije 101 obyvatel.
Netěchovice je také název katastrálního území o rozloze 3,42 km2.

## Historie
První písemná zmínka o Netěchovicích pochází z roku 1268. V roce 1921 zde stálo 42 domů a žilo 238 obyvatel, všichni české národnosti.

## Osobnosti
- Karel Komzák starší (1823 – 1893)) – kapelník a skladatel
- Vojtěch Krž (1861 – 1924) – politik – na počátku 20. století poslanec Českého zemského sněmu a Říšské rady

## Památky a zajímavosti
- Kaple svatého Václava na návsi
- Rodný dům hudebního skladatele Karla Komzáka st., č.p. 22, s pamětní deskou

## Kultura
- Jihočeské zemědělské muzeum Netěchovice[7][8]